# David-Étienne Rouillé de l'Étang
Le chevalier David-Étienne Rouillé de l'Étang né à Paris le 20 janvier 1731 et mort dans la même ville le 14 octobre 1811, est un administrateur et financier français.

## Biographie
David-Étienne Rouillé de l'Étang est le fils de Jean Rouillé, négociant à Paris, et de Marguerite Perrinet de Longuefin, dame de Vaufreland et de l'Étang (Sancerre). Par sa mère, il est le parent du fermier général Étienne Perrinet de Jars (propriétaire de l'hôtel Perrinet de Jars et des châteaux de Boucard et de Jars), de Jean-Charles Perrinet d'Orval et de Frédéric-Christophe d'Houdetot. Il a deux frères et une sœur. 
Entré dans l'Administration, il devient trésorier général de la Police de Paris (1750-1779), fermier des droits domaniaux (1767-1777), régisseur général des étapes et convois militaires (1779-1787). 
Il succède comme conseiller-secrétaire du Roi, Maison et couronne de France, charge anoblissante au 1er degré, à Salomon Delahaye Desfosses en janvier 1765. il conserve cette charge jusqu'en 1786. 
En 1775, il fait construire avec sa mère sur la place Louis XV (actuelle place de la Concorde) un hôtel particulier, sur les plans de l'architecte Pierre-Louis Moreau-Desproux et décoré par Hubert Robert, aujourd'hui connu sous le nom d'hôtel du Plessis-Bellière.
Il devient trésorier général des dépenses diverses en 1780, fonction qu'il conserve jusqu'en 1788. Il devient également trésorier de la Société philanthropique et est l'un des premiers administrateurs de la Compagnie des eaux de Paris.
En 1791, il se porte acquéreur de biens nationaux de première origine, au nord de Paris.
Il est commissaire de la Trésorerie nationale de 1791 à 1793, chargé des dépenses de la Guerre. 
Conseiller général de la Seine (1800-1808), il est président du Conseil général de la Seine sous l'Empire et membre du Conseil général des hospices de Paris en 1810. 
Il est fait chevalier de l'Empire le 2 août 1808.

### Mariage et famille
Il épouse par contrat du 1er septembre 1773 Marguerite Boucart, fille de Jean-Remy Boucart, payeur des rentes de l'hôtel de ville de Paris, et de Marie Thérèse Judde. La séparation de biens entre les époux est prononcée par sentence du 22 juillet 1789 et le divorce le 4 brumaire an III à Ville d'Avray. Cette union reste sans descendance.
Sa nièce Adélaïde Piscatory de Vaufreland, épouse du marquis Emmanuel de Pastoret, héritera de son hôtel particulier. Il est également l'oncle d'Anne Marguerite Hyde de Neuville et du général-vicomte Achille Victor Fortuné Piscatory de Vaufreland.

### Publications
- De la situation du Trésor public au 1er juin 1791 / par les commissaires de la Trésorerie nationale, Condorcet, Lavoisier, de Vaines, Dutremblay, Rouillé de l'Étang, Cornut de la Fontaine ; texte présenté par Jean-Pierre Poirier ; préface de François Hincker / Paris : Éditions du C.T.H.S. , 1997
- Trésorerie nationale. États des recettes et dépenses faites a la Trésorerie nationale depuis et compris le premier juillet 1791, jusqu'au 31 dudit mois inclusivement / A Paris, : de l'Imprimerie nationale. , M.DCC.XCI.
- Circulaire imprimée de la Commission des fonds, avec signatures autographes de Petit, Rouillé de l'Étang et Sers / 2 feuillets